# Haitam Aleesami
Haitam Aleesami (Oslo, 1991. július 31. –) norvég válogatott labdarúgó, az Apóllon Lemeszú játékosa.

## Pályafutása

### Klubcsapatokban
Aleesami a norvég Skeid csapatában kezdte pályafutását. 2012 és 2014 között a norvég élvonalbeli Fredrikstad játékosa volt. 2015 és 2016 között a svéd élvonalbeli Göteborg csapatához került. 2016 augusztusa óta az olasz Palermo játékosa.

### Válogatottban
A norvég válogatottban 2015. október 10-én mutatkozott be egy Málta elleni Európa-bajnoki selejtezőmérkőzésen.

## Sikerei, díjai
- Göteborg
  - Svéd kupa: 2014–15